# Славутич (хокейний клуб)
Хокейний клуб «Славутич» — російський хокейний клуб з міста Смоленськ, заснований у 2010 році. Свою назву команда отримала від давньослов'янської назви річки Дніпро (Славутич), на якій розтошоване історичне білоруське місто Смоленськ.

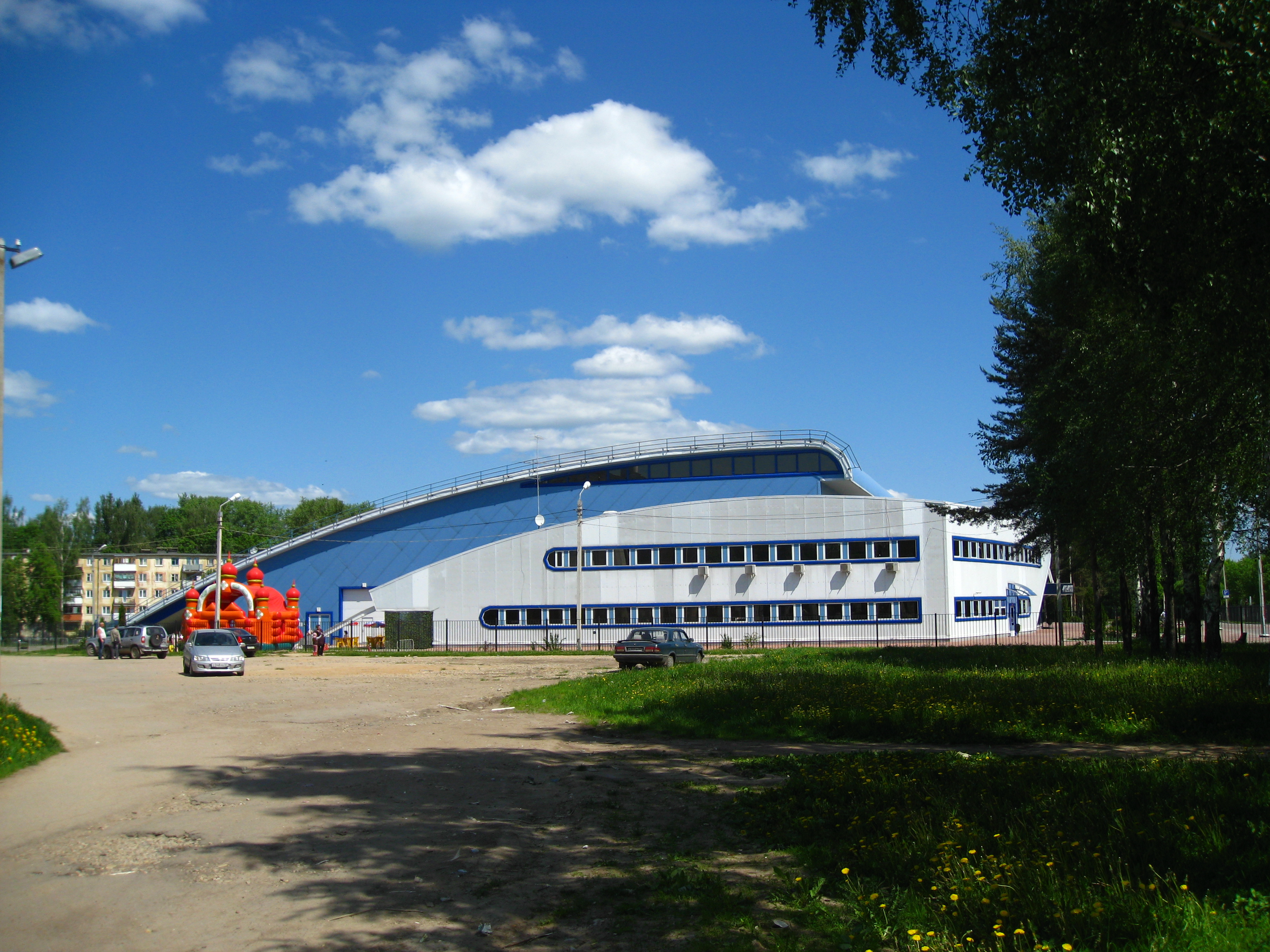
льодовище клубу

## Історія
Засновниками ХК «Славутич» є Смоленська Асоціація виробників діамантів, ЗАТ «Ваш дім», Смоленська державна академія фізичної культури, спорту та туризму, Федерація хокею Смоленської області.
4 серпня 2010 року засновники «Славутича» прийняли рішення про створення клубу.
«Славутич» взяв участь у Відкритому всеросійському змаганні з хокею серед команд Першої ліги сезону 2010/11, де вийшов у плей-офф.
В середині січня 2011 року в Смоленську відкрилася дитячо-юнацька спортивна школа.
«Славутич» в сезоні 2014/15 в черговий раз виграв регулярний чемпіонат РХЛ, в плей-офф клуб взяв бронзу, програвши ХК ЦСК ВПС.
У сезоні 2016/17 команда зайняла друге місце в Першості ВХЛ, програвши ХК «Ростов».
Адміністрація Смоленської області відмовилася фінансувати хокейний клуб. Мешканці міста підписали петицію з проханням про допомогу, яка не була розглянута.
Славутич активно виступав у змаганнях до сезону 2016/2017, після чого був виведений з ліги.
У 2017 році, перед початком нового сезону, керівництвом і спонсорами клубу було прийнято рішення про неучасть у сезоні 2017/18 в зв'язку з відсутністю фінансування в повному обсязі. Так само висловлювалися пропозиції про участь ХК «Славутич» у вищій лізі Білорусі, так як це було б найменш фінансово затратно, проте рішення не знайшло підтримки всіх керівників клубу і спонсорів. Рішення вирішили відкласти до моменту початку заявочної кампанії на сезон 2018/19.

## Домашня арена
- Домашні матчі ХК «Славутич» проводив у Льодовому палаці СГАФКСТ

## Здобутки
- Золота медаль РХЛ: 2012, 2014
- Бронзова медаль РХЛ: 2013
- Срібна медаль Вищої хокейної ліги (ВХЛ-Б): 2017